# 和邇站 (江若鐵道)
和邇站（日语：／ Wani eki */?）是位於滋賀縣滋賀郡志賀町大字高城（現時：大津市和邇高城），江若鐵道的鐵路車站（廢站）。

## 歷史
在1924年（大正13年），江若鐵道堅田站至和邇站之間開通，此站啟用。在2年後的1926年（大正15年），路線再延伸至近江木戶站。在當初路線計劃中，江若鐵道除了敷設連接濱大津至福井縣三宅之間的本線外，還有一條支線。該支線從此站分岔，隨後使用隧道穿梭途中越，進入京都府的大原和八瀨，最後到達終點站二條站。該計劃相當於改正鐵道敷設表別表第77號「滋賀縣濱大津起，經高城至福井縣三宅之鐵道，及從高城起分岔至京都府二條之鐵道」的後半段路線。在計劃敷設支線時，由於未有得到資金和技術層面上的支持，因此雖然江若鐵道申請了鐵路敷設許可，但是由於江若鐵道當時主力敷設本線，因此最終未能夠完成敷線支線。
江若鐵道在1969年（昭和44年）10月31日結束營業，車站在翌日11月1日廢除。

### 年表
- 1924年（大正13年）
  - 4月1日：堅田站至此站之間開通，此站啟用。當時位於滋賀郡和邇村（日语：和邇村）[7][8]。
  - 8月：和邇至二條之間的鐵道許可申請被拒[5]。
- 1926年（大正15年）4月11日：此站至近江木戶站之間開通[7][9]。
- 1969年（昭和44年）11月1日：車站被廢除[7]。

## 車站構造
和邇站內設有客運和貨運業務（一般車站）。此站設有列車交會設備。此站設有1面2線島式月台和2面1線的港灣式月台。另外也設有側線。
位於站內的站名牌中，車站名稱的日文（漢字）是寫上。

## 使用狀況
以下為開業起數年之間的一年上下車人次和貨物起卸量：
| 一年客量和貨物起卸量： | 一年客量和貨物起卸量： | 一年客量和貨物起卸量： | 一年客量和貨物起卸量： | 一年客量和貨物起卸量： | 一年客量和貨物起卸量： |
| 年                     | 旅客                   | 旅客                   | 貨物                   | 貨物                   | 參考資料               |
| 年                     | 乘車                   | 下車                   | 發送                   | 到達                   | 參考資料               |
| ---------------------- | ---------------------- | ---------------------- | ---------------------- | ---------------------- | ---------------------- |
| 1924年                 | 33,294人               | 26,228人               | 163公噸                | 75公噸                 | [ 15 ]                 |
| 1931年                 | 46,662人               | 47,603人               | 784公噸                | 1,187公噸              | [ 16 ]                 |
| 1934年                 | 41,274人               | 42,276人               | 603公噸                | 1,075公噸              | [ 17 ]                 |
| 1935年                 | 42,461人               | 43,432人               | 539公噸                | 1,092公噸              | [ 18 ]                 |
| 1936年                 | 48,390人               | 49,554人               | 519公噸                | 1,337公噸              | [ 19 ]                 |

## 車站周邊
車站鄰近琵琶湖的和邇濱泳灘，附近村落也較多。而濱大津站至此站之間也設有區間列車班次。
在車站廢除後，湖西線在此站遺址西邊設置了和邇站。車站遺址有一段長時間都是一塊空地。在踏入平成年代開始變成住宅區。在此站北邊的喜撰川處，可看見江若鐵道的鐵路橋（喜撰川橋樑）遺跡。在該處可看見被雜草掩蓋的橋邊部分。

## 相鄰車站
江若鐵道
江若鐵道線
真野－和邇－蓬萊

## 注腳

## 相關項目
- 日本鐵路車站列表 Wa

## 外部連結
- 大津的舊照片 （页面存档备份，存于）（日語） - 大津市歷史博物館（日语：大津市歴史博物館）內的影像資料庫。當中上載了由志賀町公所所拍攝此站的照片。